# Camponotus taipingensis
Camponotus taipingensis är en myrart som beskrevs av Auguste-Henri Forel 1913. Camponotus taipingensis ingår i släktet hästmyror, och familjen myror. Inga underarter finns listade.